# Jumpstyle
Jumpstyle (właściwie hard house) – podgatunek muzyki house wywodzący się z Chicago, zyskał popularność przede wszystkim w Belgii i Holandii, gdzie wyewoluował do obecnej postaci i skąd obecnie pochodzi najwięcej twórców tego gatunku. Charakterystyczny dla tego gatunku jest skoczny, przesterowany i głęboki dźwięk bębna basowego, podobny do występującego w muzyce gabber. Innym znakiem rozpoznawczym jest clap występujący równo z uderzeniem stopy. Pozostałe dźwięki pochodzą głównie z innych odmian muzyki trance (w szczególności hardstyle i hands-up, chociaż w niektórych utworach muzyka ta jest łączona również z innymi gatunkami). Przeciętne tempo wynosi 140-150 BPM.

## Odmiany muzyki jumpstyle
W Polsce muzyka jumpstyle kojarzona jest głównie z gatunkiem hardstyle. Potocznie nazywana jest "muzyką jumpstyle/hardstyle". W okresie 2007–2008 zaczęło powstawać bardzo dużo prywatnych produkcji dotyczących tych gatunków. Jednakże jumpstyle/hardstyle cechuje się mocnym i szybkim kickiem (145-160 BPM), clapem i szybką linią melodyjną często zawierającą efekty (BellSynth, Lead itp.).
Wyróżniamy kilka rodzajów muzyki, która wiąże się ze stylem jumpstyle, m.in. oldschool - cechuje się wolnym tempem w przedziale (135-150 BPM), hardjump - jest tutaj preferowany najszybszy rodzaj muzyki (145-160 BPM), starstyle i tekstyle - posiadają tę samą wartość BPM. Wyróżniamy zakres szybkości w przedziale 135-165 BPM. Często jednak style te obejmuje wolniejsza muzyka.

## Odmiany tańca jumpstyle
- Hardjump – jedna z najbardziej popularnych kategorii w jumpstyle. Nazwa "hardjump" w dosłownym znaczeniu, oznacza ciężki, mocny, silny skok. W tej kategorii tańca mamy podstawę kroku, jaką jest "stamp". Hardjump głównie opiera się na tej podstawie, jak i zdecydowanie twardych, silnych podskokach i uderzeniach o podłożę ziemi; pochłania dosyć sporą część energii.

- Ownstyle - odmiana jumpstyle stworzona przez Polaków, jej prekursorami byli Noiz, Harni, Mroziu i Fantom z grupy JumpForce.pl, która dawno temu zakończyła swoją działalność. Zapoczątkowana w 2007 roku, lecz prawdziwych kształtów zaczęła ta odmiana nabierać dopiero w 2008 roku, kiedy to skakali jumperzy dzięki którym styl ten rozwijał się: DannieL, Oeil, Cebul, Rumun, Rience, Silas, Kozaty, Iceman. Polega ona na małej ilości stampa (podstawowego kroku w odmianie hardjump), dużej ilości trików (głównie wymyślonych przez siebie) oraz częstych i bardzo szybkich spinów. Ownstyle króluje w Polsce, jednak popularny jest na całym globie, używa go większość państw europejskich (Niemcy, Rosja, Włochy, Hiszpania).

- Oldschool - odmiana najbardziej kojarzona z jumpstyle, podstawowym krokiem jest tzw. basis, draai, kick, twister i tornado. Zdecydowanie najlżejszy taniec, wymagający najmniej zaangażowania ze strony tancerza, kroki są bardzo proste i prezentują się przeciętnie. Jednakże oldschool jest równy z jumpstyle, ponieważ to fundamentalna kategoria, która z czasem dała inne odmiany tego tańca. Jest najbardziej popularna w Belgii i Holandii (stamtąd wywodzi się jumpstyle), częściowo w Niemczech i innych krajach Europy Zachodniej.

- Tekstyle (complex style) – styl charakteryzujący się bardzo wielkim zróżnicowaniem ewolucji. Polega na łapaniu się za nogi, obracaniu nimi, uderzaniu o ziemię, odbiciach nóg od siebie. Głównym charakterystycznym elementem jest "współpracowanie" z ziemią. Większość trików wymaga dotykania ziemi (głównie rękoma). W tekstyle nie ma określonego podstawowego kroku, wszystko opiera się na trikach, synchronizacji, technice oraz odpowiedniej pracy nóg. Podobnie jak starstyle jest tańczona w płaszczyźnie czołowej, jednakże często dodaje się tzw. spiny czyli kontrolowane obroty z dosyć dużą prędkością (co najmniej 360°).

- Starstyle - styl bardzo podobny do tekstyle'a. Również polega na wykonywaniu jak najbardziej efektownych trików tańczonych na płaszczyźnie czołowej, tyle że wykonywanych bez kontaktu z ziemią. Rzadziej są również dodawane spiny.

- Freestyle - styl przez długi czas praktykowany w Rosji, polega on na dużej ilości trików w dobrych łączeniach. Styl bardzo zbliżony do ownstyle'u - skaczemy co chcemy (od tego właśnie nazwa freestyle)

- Sidejump - styl narodził się gdy w 2007 roku Jumpingjob nagrał ostatni filmik jumpstyle w swojej historii. Na nim pokazał nowy styl, który był połączeniem starstyle'a i freestyle jump - sidejump. Przez pewien czas niektórzy Polacy stosowali ten styl, lecz w końcu zaczęli wymyślać własne triki, dzięki czemu narodził się ownstyle jump. Obecnie styl ten jest praktykowany w Rosji pod zmienioną postacią. W Rosji są obecnie nawet Ligi Jumpstyle o specjalnej dywizji SideJump.

## Rodzaje szyków tańca jumpstyle
- Freestyle jump – odmiana, w której nie ma określonych kroków, tańczymy to co pamiętamy, opieramy się na podstawowych krokach np. basis, stamp, draai (głównie podczas przerw między trikami). Odmiana tańczona przez dowolną liczbę osób.

- - Multi jump – taniec grupowy (w więcej niż 2 osoby) tańczony z pełną synchronizacją oraz identyczną koordynacją ruchów. Cechuje się bezbłędną sylwetką i postawą tańczących.

- - Duo jump – odmiana tańca wykonywana przez 2 osoby. Opiera się na tańcu synchronizacyjnym dwóch osób (bez zetknięcia się), lub na zetknięciu się podczas tańca nogami. Najczęściej duojump, ewoluuje w postaci tańca dwóch osób w systemie synchronizacyjnym.

- - JumpBattle – pojedynek między dwiema osobami, każda z nich tańczy freestyle lub ma swój własny układ ruchów (choreografię).
  - DanceBattle – pojedynek między dwiema osobami lub więcej, gdzie jedna z nich tańczy Jumpstyle, a druga najczęściej Shuffle, gdzie każdy wymyśla swoją choreografię.